# Viscera Cleanup Detail
Viscera Cleanup Detail (dobesedno angleško: Ekipa za čiščenje drobovja) je simulacijska videoigra neodvisnega razvijalskega studia RuneStorm, ki je izšla 23. oktobra 2015 za okolje Microsoft Windows. Za nakup in preskusno igranje je bila na voljo še pred koncem razvoja, aprila 2014, prek servisa za digitalno distribucijo Steam. Je parodija na znanstvenofantastične strelske igre; igralca postavi v vlogo hišnika, ki mora na določenem območju počistiti nesnago po krvavem spopadu med junaki in nevarnimi tujimi bitji, kot so nezemljani, mutirane rastline ipd.

## Igranje
Igralec v vlogi uslužbenca vesoljske čistilne agencije se v prvoosebnem pogledu premika po območju, ki ustreza manjši stopnji strelske videoigre, opustošene po krvavem spopadu, kjer mora počistiti vso nesnago: pobrisati madeže krvi, se znebiti trupel oz. njihovih delov, očistiti saje, zavariti luknje od strelov in pospraviti odpadke. V ta namen ima na voljo svoje osnovno orodje – brisalo z ročajem – in različne pripomočke, kot so vedra z vodo, zaboji za odpadke, laserska puška za varjenje in zažigalna komora.
Elementi okolja so namerno simulirani tako, da poudarjajo duhamornost, k čemur prispeva tudi obešenjaški humor v pisanih sporočilih, ki so posejana naokrog. Zadoščenje ob opravljenem delu se igralcu izmika, ko po nesreči zadene vedro umazane vode in ga prevrne ali z odtrgano nogo v rokah podrgne ob steno, kar pusti krvav madež, ki ga je treba znova zdrgniti do čistega. Tudi če stopi v madež, še nekaj časa pušča umazane stopinje za seboj. Podajalniki veder in zabojev se včasih pokvarijo in izvržejo človeške ostanke, ki popackajo okolico. Obenem povratno informacijo, ali je uspel zadovoljivo opraviti svojo nalogo, dobi šele na koncu, zato je pomemben del obhod vsega ozemlja z detektorjem umazanije, saj so nekatere stopnje zelo kompleksne.
V večigralskem načinu lahko pri čiščenju stopnje sodelujejo do štirje igralci.

## Razširitve
Razvijalci so še pred uradnim izidom končne verzije ustvarili nekaj plačljivih razširitev, ki dodajo nove, tematske stopnje:
- Viscera Cleanup Detail: Santa's Rampage: čiščenje posledic morilskega pohoda ponorelega Božička po delavnici igrač na severnem polu
- Viscera Cleanup Detail: Shadow Warrior: čiščenje stopnje istoimenske videoigre po morilskem pohodu protagonista
- Viscera Cleanup Detail: House of Horror: čiščenje družinske hiše z okolico po nerazložljivem množičnem umoru v slogu filmskih grozljivk
- Viscera Cleanup Detail: The Vulcan Affair: čiščenje skrivne baze zlobneža po tistem, ko je junak pokvaril njegove načrte za svetovno prevlado

Kot plačljiv dodatek je na voljo tudi glasbena podlaga.